# Anievas
Anievas ist eine Gemeinde in der spanischen Autonomen Region Kantabrien. 

## Orte
- Barriopalacio
- Cotillo (Hauptort)
- Calga
- Villasuso

## Bevölkerungsentwicklung
| 1842 | 1900 | 1950 | 1981 | 1991 | 2001 | 2011 |
| ---- | ---- | ---- | ---- | ---- | ---- | ---- |
| 886  | 685  | 703  | 501  | 442  | 378  | 351  |